# Espai Català Transfronterer
L'Espai Català Transfronterer és una agrupació europea de cooperació territorial (AECT, GECT en francès), format pel Departament dels Pirineus Orientals (Catalunya del Nord, a l'estat francès) i totes les comarques de la demarcació de Girona (incloent-hi el conjunt de la Cerdanya, també la part que pertany a la “província” de Lleida). És un espai que comparteix una història, una identitat i una cultura comunes. I que, a més, presenta moltes complementarietats econòmiques, naturals i territorials.

## La constitució de l'Espai Català Transfronterer
La Generalitat de Catalunya i el Consell General dels Pirineus Orientals són els organismes que van treballar inicialment per harmonitzar i estructurar l’Espai Català Transfronterer. Ambdues institucions varen planificar una política comuna d’ordenació territorial amb l’objectiu d’aportar solucions concretes als obstacles generats per la presència de la frontera en els sectors de l’ocupació, dels serveis, dels mitjans de comunicació, del turisme, de la cultura, del medi ambient o de la joventut. L’any 2006, ambdues institucions varen signar un Acord-marc de cooperació permanent, revalidat cada quatre anys, i a partir del qual es va constituir el 2007 una estructura jurídica comuna: l’Eurodistricte de l’Espai Català Transfronterer. El 27 de novembre del 2009 l’Eurodistricte va adoptar formalment la naturalesa jurídica d’una AECT, i en són membres adherents els dos organismes esmentats i a més, per la part nord: l'Ajuntament de Prada, les mancomunitats (communauté de communes o d'agglomération) de Perpinyà-Mediterrani, Alberes-Costa Vermella, Alt Vallespir, i Vallespir, i el Parc Natural Regional del Pirineu Català així com Pays Pyrénées-Méditerranée; i per la part sud: la totalitat dels consells comarcals de la demarcació de Girona, els ajuntaments de Figueres i de Girona, la Diputació de Girona, l'Associació Catalana de Municipis i Comarques, i la Federació de Municipis de Catalunya. L'Eurodistricte de l'Espai Català Transfronterer té la seu a Perpinyà, a la Casa de la Generalitat de Catalunya a la capital nord-catalana.

## La funció i els projectes transfronterers
En virtud d’aquest acord, es va crear també un fons anual que ha finançat múltiples microprojectes de cooperació promoguts per entitats o institucions del territori: una mitjana d’uns 40 projectes per any. També és un punt d’informació per a obtenir subvencions europees per a projectes de cooperació transfronterera i ha realitzat nombrosos estudis, jornades d’informació i projectes com, per exemple, el Princalb de cooperació en la prevenció d’incendis.
Entre els projectes transfronterers impulsats n’hi ha en molts àmbits. A tall d’exemple:
- Àmbit cultural: Centre de creació i programació escènica conjunta Perpinyà-Salt, Festival Transfronterer de dansa i música Vallespir-Empordà, promoció conjunta de la figura de l’Abat Oliva. També l'Euro-institut català transfronterer (EiCT) iniciat el 2010 en cooperació entre la Universitat de Perpinyà i la Universitat de Girona, que és un institut de formació contínua que utilitza les dues llengües (català i francès), amb seu a la Casa dels Països Catalans (Universitat de Perpinyà), i que es va crear inspirant-se en el model de l’Euro-Institut franco-allemand de Kehl.

- Àmbit econòmic: Consorci Transversalis agrupant les universitats de l’Espai per a facilitar la inserció professional, programa PireMobv per a coordinar la formació professional i ampliar la mobilitat dels estudiants, projecte d’investigació Elena per a desenvolupar nous conservants alimentaris, creació de l'Agència d’urbanisme catalana (AURCA) fundada el 2007 amb l’objectiu de reflexionar sobre les característiques de l'espai transfronterer català.

- Àmbit serveis públics: Projecte HTC (Hospital Transfronterer Cerdanya) per millorar l’accés a la sanitat eliminant les fronteres administratives, Projecte Coporeg Calaro de coordinació policial en la lluita contra la criminalitat i la major seguretat a les carreteres, programa Princalb de coordinació en la prevenció d’incendis.

- Àmbit medi ambient: Programa TTA II de gestió conjunta (qualitativa i quantitativa) de les conques hidrogràfiques, programa AgriProxi de promoció i preservació dels productes agrícoles locals, projecte RedBio d’experimentació conjunta i transferència de coneixements en fructicultura, horticultura i viticultura ecològiques.

## Dades clau de l'Espai Català Transfronterer
Segons el propi Eurodistricte, les dades clau d'aquest territori són:
| Població                 | 1.208.000 habitants          |
| Superfície               | 10.246 km²                   |
| Territoris               | 13 comarques, 448 municipis  |
| Creixement demogràfic    | Mitjana superior al 2% anual |
| Aeroports                | 2 (Perpinyà i Girona)        |
| Ports marítims de comerç | 2 (Palamós i Portvendres)    |
| Turistes a l’any         | Més de 7 milions             |
| PIMES                    | Més de 40.000                |
| Terres agrícoles         | Més de 200.000 hectàrees     |
|                          |                              |